# Ranbir Kapoor
Ranbir Kapoor (Bombay, 28 september 1982) is een Indiaas acteur die voornamelijk in Hindi films speelt.

## Biografie
Kapoor volgde een opleiding in film maken en acteren aan de School of Visual Arts en het Lee Strasberg Theatre and Film Institute. Vervolgens assisteerde hij regisseur Sanjay Leela Bhansali in de film Black (2005) en maakte zijn acteerdebuut met Bhansali's Saawariya (2007). Hij plaatste zichzelf tussen andere grote hoofdrolspelers met de film Yeh Jawaani Hai Deewani (2013). Kapoor's rol als Sanjay Dutt in de biopic Sanju (2018), werd één van de meest winstgevende Indiase films aller tijden. In datzelfde jaar kreeg hij een eigen wassenbeeld in het Madame Tussauds.

## Privéleven
Kapoor is de zoon van acteurs Rishi Kapoor en Neetu Singh, met wie hij samen heeft gespeeld in Besharam (2013). In zijn jeugd had Kapoor een verslechterde band met zijn vader doordat hij getuige was van ruzies binnen het gezin die tot vroeg in de ochtend duurde. Zijn band met zijn vader verbeterde nadat hij met hem gewerkt had als assistent regie aan de film Aa Ab Laut Chalen (1999). Tijdens de opnames van Bachna Ae Haseeno (2008) raakte Kapoor verwikkeld in een relatie met actrice Deepika Padukone, het stel ging een jaar later uitelkaar. Tijdens de opnames van Ajab Prem Ki Ghazab Kahani (2009) kwam een relatie tot stand met actrice Katrina Kaif die tot 2016 duurde. In 2018 begon hij een relatie met zijn tegenspeelster uit Brahmastra, Alia Bhatt, met wie hij trouwde op 14 april 2022.

## Filmografie

### Films
| Jaar | Film                               | Rol                        | Opmerking                            |
| ---- | ---------------------------------- | -------------------------- | ------------------------------------ |
| 1996 | PremGranth                         |                            | assistent regie                      |
| 1999 | Aa Ab Laut Chalen                  |                            | assistent regie                      |
| 2004 | India 1964                         | Aryan Malhotra             | korte film                           |
| 2005 | Black                              |                            | assistent regie                      |
| 2007 | Saawariya                          | Ranbir Raj                 |                                      |
| 2008 | Bachna Ae Haseeno                  | Raj Sharma                 |                                      |
| 2009 | Luck by Chance                     | zichzelf                   | gastoptreden                         |
| 2009 | Wake Up Sid                        | Siddharth Mehra            |                                      |
| 2009 | Ajab Prem Ki Ghazab Kahani         | Prem Shankar Sharma        |                                      |
| 2009 | Rocket Singh: Salesman of the Year | Harpreet Singh Bedi        |                                      |
| 2010 | Raajneeti                          | Samar Pratap               |                                      |
| 2010 | Anjaana Anjaani                    | Akash                      |                                      |
| 2011 | Chillar Party                      |                            | nummer "Tai Tai Phish"               |
| 2011 | Rockstar                           | Janardhan Jakkad           |                                      |
| 2012 | Barfi!                             | Murphy Johnson             |                                      |
| 2013 | Bombay Talkies                     |                            | nummer "Apna Bombay Talkies"         |
| 2013 | Yeh Jawaani Hai Deewani            | Kabir Thapar               |                                      |
| 2013 | Besharam                           | Babli                      | zanger "Love Ki Ghanti"              |
| 2014 | Bhoothnath Returns                 | zichzelf                   | gastoptreden                         |
| 2014 | PK                                 | buitenaardswezen           | cameo                                |
| 2015 | Roy                                | Roy                        |                                      |
| 2015 | Bombay Velvet                      | Johnny Balraj              |                                      |
| 2015 | Tamasha                            | Ved Vardhan Sahni          |                                      |
| 2016 | Ae Dil Hai Mushkil                 | Ayan Sanger                |                                      |
| 2017 | Jagga Jasoos                       | Jagga                      | ook producent                        |
| 2018 | Love Per Square Foot               | Gattu                      | gastoptreden                         |
| 2018 | Bucket List                        | zichzelf                   | gastoptreden, Marathi film           |
| 2018 | Sanju                              | Sanjay Dutt                | zanger "Baba Bolta Hain Bas Ho Gaya" |
| 2022 | Shamshera                          | Shamshera/ Balli           |                                      |
| 2022 | Brahmāstra: Part One – Shiva       | Shiva                      |                                      |
| 2022 | Rocket Gang                        |                            | nummer "Har Bachcha Hai Rocket"      |
| 2022 | Govinda Naam Mera                  |                            | nummer "Bijli"                       |
| 2023 | Tu Jhoothi Main Makkaar            | Rohan Arora                |                                      |
| 2023 | Animal                             | Ranvijay Singh/ Aziz Haque |                                      |

### Webseries
| Jaar | Serie                                  | Rol      | Platform |
| ---- | -------------------------------------- | -------- | -------- |
| 2024 | Fabulous Lives vs Bollywood Wives (S3) | zichzelf | Netflix  |